# 张丹丹
张丹丹（1976年10月28日—），出生于湖南湘潭，毕业于北京广播学院，湖南卫视主持人、节目制片人。

## 职业生涯

### 记者
- 1998年以记者身份在《湖南新闻联播》进行前方报道

### 主持人
- 1998年作为主持人和李锐搭档主持《晚间新闻》
- 2003年与何炅、李湘同时主持《背后的故事》

### 制片人
2014年转型制片人，担任湖南卫视新栏目《星剧社》的制片人

## 奖项
- 2004年度全国最佳新闻节目主持人
- 2006年获得第7届中国主持人「金话筒奖」
- 2008年获得第二十四届中国电视金鹰奖「优秀主持人奖」[4]

## 个人生活
2012年，张丹丹与老公刘可育有一女。

## 热议事件
张丹丹作为制片人的新节目《星剧社》播出后，谢娜在朋友圈中发表长文炮轰张丹丹在《星剧社》中删戏、舞台灯光干扰、工作态度强势等，张丹丹之后对此事进行回复，“这只是一场误会。”
张丹丹2011年突然在自己微博中，评价CCTV3《欢乐英雄》包含李思思在内的三位女主持人：“没见过这么恶心人的主持人！长得真漂亮啊！”  接着她又发了一条微博：“马上换台到央3，自己看，看得下去算你狠！” ，引起网友对CCTV主持人照本宣科，僵化的主持方式的讨论，以及对张丹丹微博的批评。